# Église Saint-Ignace-d'Antioche de Malo Crniće
Pour les articles homonymes, voir Église Saint-Ignace.
L'église Saint-Ignace-d'Antioche de Malo Crniće (en serbe cyrillique : Црква Светог Игњатија Богоносца у Малом Црнићу ; en serbe latin : Crkva Svetog Ignjatija Bogonosca u Malom Crniću) est une église orthodoxe serbe située à Malo Crniće, dans le district de Braničevo en Serbie. Elle est inscrite sur la liste des monuments culturels protégés de la république de Serbie (identifiant no SK 618).

## Présentation
Dédiée à saint Ignace d'Antioche, l'église a été construite en 1892 grâce à une donation de l'industriel Anton I. Bajloni, comme en témoigne une plaque en marbre située au-dessus du portail occidental. Elle a été conçue par l'architecte Svetozar Ivačković dans le style de Hansen.
Elle s'inscrit librement dans un plan cruciforme ; elle est constituée par l'abside du chœur à l'est, par la nef avec deux chapelles rectangulaires latérales et par un narthex avec une galerie à l'ouest. La décoration des façades est influencée par l'école de Hansen, avec l'utilisation de la polychromie, c'est-à-dire l'ocre et le rouge Pompei ; l'utilisation de quadruples fenêtres en marbre blanc en forme de lancettes sur les façades latérales, le portail occidental en forme de baldaquin et le dôme reposant sur un tambour rond et orné de lancettes simples alternant avec des niches aveugles sont caractéristiques du style architectural d'Ivačković.
À l'intérieur, l'iconostase abrite dix icônes précieuses peintes par Steva Todorović et par les maîtres de son atelier. Les fresques sont dues au peintre Dominik. L'édifice abrite en plus des icônes mobiles, des livres et des objets liturgiques ainsi que du mobilier d'église ; parmi les icônes mobiles figurent une représentation des donateurs Ana et Anton Bajloni, une icône de la Dormition de la Mère de Dieu peinte en 1894 par Živa Radak et une icône de la Sainte Trinité réalisée par le peintre de Požarevac Živko Pavlović.
Sur le parvis de l'église se dresse le clocher, construit en 1906, et un monument aux soldats morts dans les guerres de libération de la Serbie entre 1912 et 1918.